# Rincón de Darwin
Rincón de Darwin é um filme luso-uruguaio do género comédia dramática, realizado e escrito por Diego Fernández Pujol, e protagonizado por Jorge Temponi, Jorge Esmoris e Carlos Frasca. Estreou-se no Uruguai a 15 de março de 2013, e em Portugal a 6 de março de 2014. Seu título faz referência ao espaço público homónimo do barranco Ponta Gorda, na Colónia, que homenageou no local a estadia do naturalista britânico Charles Darwin em 1833.

## Enredo
Gastón trabalha com computadores, adora a tecnologia e continua apaixonado por uma ex-namorada que o deixou. Quando herda uma velha casa do seu avô, na zona rural do país, ele viaja até lá. Vai acompanhado por Américo, um escrivão que está deprimido por sentir que está entrando na terceira idade, e Beto, um tipo com um passado obscuro, e o motorista e proprietário da camionete onde viajam. A viagem demora mais tempo do que o esperado, em parte devido à falha mecânica da camionete, mas também aos conflitos entre os três, que estão conscientes do passado e do futuro, e esta viagem vai ensinar-lhes a apreciar o presente e dar um passo a frente na sua própria evolução.

## Elenco
- Jorge Temponi como Gastón
- Jorge Esmoris como Beto
- Carlos Frasca como Américo